# Samuel de Bulgària
Samuel de Bulgària fou un dels emperadors de l'Imperi Búlgar, que va regnar des de 997 i fins al 6 octubre de 1014 després de la batalla de Clídion. Va ser precedit en el tron per Roman I, i va ser succeït per Gavril Radomir.